# Pancrace de Rome
Pour les articles homonymes, voir Saint Pancrace, Saint-Pancrace et Pancrace (homonymie).
Pancrace de Rome, l'un des saint Pancrace, est selon la tradition né vers 289 ou 290, d'une famille noble de Phrygie ; il serait mort martyr à l'âge de 14 ans, en 304, lors des persécutions de Dioclétien à Rome.
C'est le deuxième saint de glace (entre saint Mamert et saint Servais). Il est fêté le 12 mai.

## Hagiographie
Originaire de Phrygie, Pancrace, ayant perdu ses parents, fut confié aux bons soins de son oncle paternel, Denis. Ils possédaient une grande fortune. Tous deux se rendirent à Rome.
Converti au christianisme par le pape Caïus, le jeune garçon fut dénoncé comme chrétien. Il comparut devant l'empereur Dioclétien, et ce dernier lui dit, selon La Légende dorée de Jacques de Voragine : 
« Jeune enfant, je te conseille de ne pas te laisser mourir de male mort ; car, jeune comme tu es, tu peux facilement te laisser induire en erreur, et puisque ta noblesse est constatée et que tu es le fils d'un de mes plus chers amis, je t'en prie, renonce à cette folie, afin que je te puisse traiter comme mon enfant. ».
Mais Pancrace lui répondit, toujours selon l'auteur : 
« Bien que je sois enfant par le corps, je porte cependant en moi le cœur d'un vieillard, et grâce à la puissance de mon Seigneur Jésus-Christ, la terreur que tu nous inspires ne nous épouvante pas plus que ce tableau placé devant nous. Quant à tes Dieux que tu m’exhortes à honorer, ce furent des trompeurs, des corrupteurs de leurs belles-sœurs ; ils n'ont pas eu même de respect pour leurs père et mère que si aujourd'hui tu avais des esclaves qui leur ressemblassent tu les ferais tuer incontinent. Je m’étonne que tu ne rougisses pas d'honorer de tels dieux. ».
Il fut alors décapité. Il avait 14 ans. Le corps du jeune martyr fut recueilli et inhumé par la pieuse matrone Ottavilla, et ses reliques sont vénérées à la basilique San Pancrazio, à Rome, érigée en son honneur en 604, tricentenaire de son martyre, par le pape saint Symmaque. Dès le temps de Grégoire de Tours, il est vénéré en France. La basilique San Pancrazio est un titre cardinalice parmi les plus anciens de Rome. Ses reliques furent profanées par l'invasion française de 1798, ordonnée par le Directoire; elles furent en partie sauvées et conservées au palais du Latran et solennellement rapportées à la basilique San Pancrazio en 1814. Son culte devint très vite populaire. Saint Pancrace incarnait l'innocence et la foi de l'enfance. Son nom est issu du latin pancrătĭcē : à la manière des athlètes, et pancrătĭŏn : mélange de lutte et de pugilat, remontant au grec pankration : « tous les pouvoirs ».

## Représentation

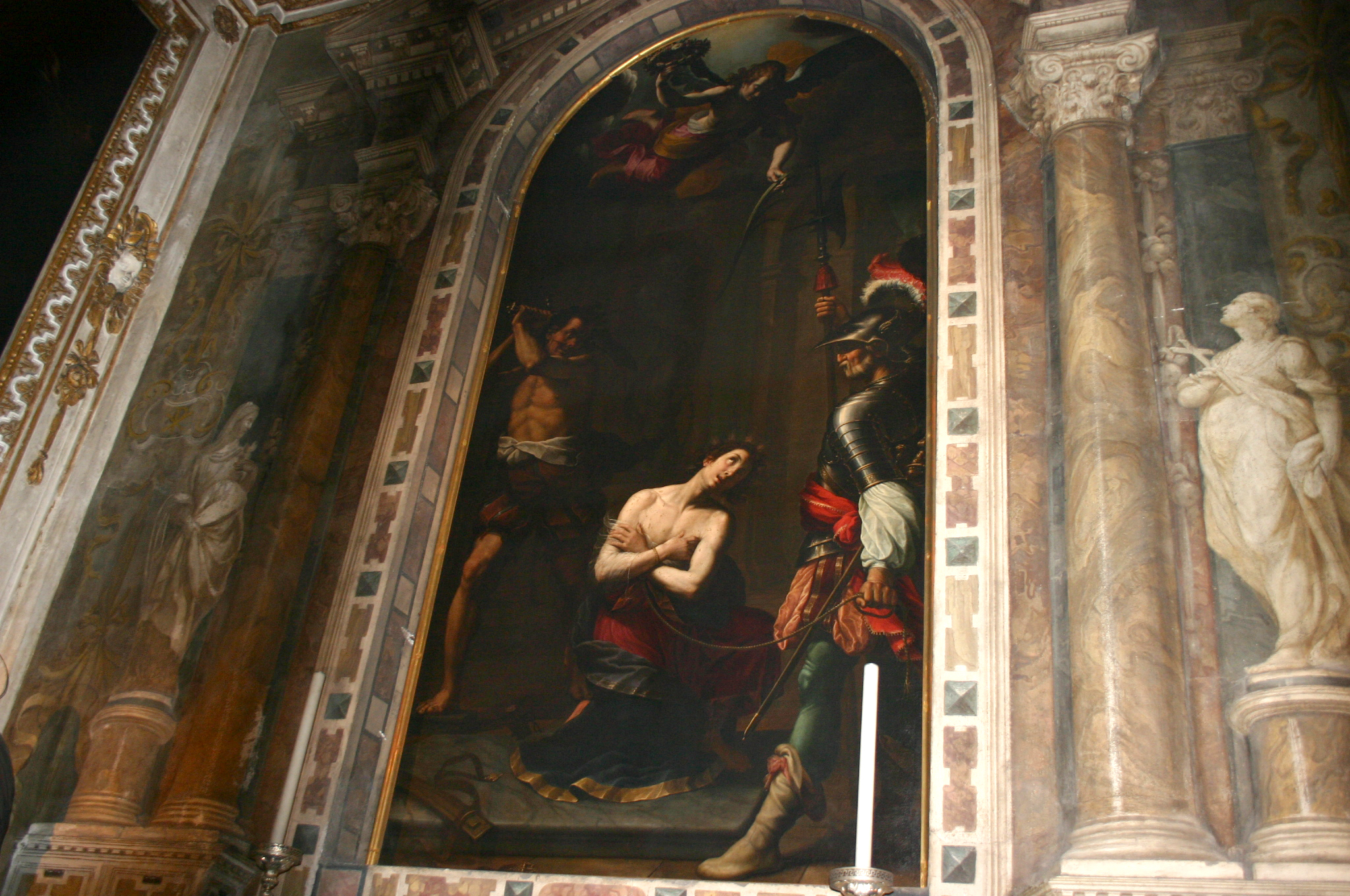
Le martyre de saint Pancrace
dans l'église Saint-Alexandre de Milan.

Traditionnellement représenté sous des traits juvéniles et en habit de légionnaire, avec pour attribut l'épée dans une main et la branche de palme dans l'autre, il appartient au groupe des Saints de glace.

## Patronage
Il est un des saints patrons des enfants et des adolescents, mais aussi :
- dans beaucoup de régions de France, il est populairement le protecteur des animaux domestiques ;
- il est le patron des gens de bonne foi[3]. D'après Grégoire de Tours : « Si quelqu'un ose prêter un faux serment sur le tombeau du martyr, avant qu'il soit arrivé au chancel du chœur, il est aussitôt possédé du démon et devient hors de lui, ou bien il tombe sur le pavé et meurt » (Miraculorum, lib. I, c. XXXIX) ;
- en Corse, il est le patron des bergers et des bandits qui, en l’honneur de sa fête le 12 mai, respectaient une trêve de 8 jours. Une foire avait lieu chaque année ; elle a fait place à une kermesse et un marché du terroir[4]. Il est vénéré en particulier à l'église Saint-Pancrace de Castellare-di-Casinca ;
- en Provence, on le nomme San Brancaï, littéralement le saint boiteux (alors que la Tradition n'atteste pas cela) ;
- en Suisse, il a donné son nom à la commune valaisanne de Sembrancher (prononciation franco-provençale) ; l'église de Châtillens lui était dédiée avant son passage au protestantisme.
- en Allemagne, il est le patron des chevaliers ;
- il avait la réputation de guérir les rhumatismes, les crampes et les engelures ;
- en Italie, il a donné son nom et il est le saint patron de la commune de San Pancrazio Salentino ;
- dans le Briançonnais il a donné son nom et est le saint patron de la commune de Villar-Saint-Pancrace.

- en Belgique, il a donné son nom et il est le saint patron d’une Église syriaque orthodoxe située à Schaerbeek, qui se nomme «Mor Izozoël » (Saint Pancrace en araméen/syriaque).

## Littérature
L'histoire de saint Pancrace, embellie et mêlée à celle d'autres martyrs, est évoquée dans le célèbre roman Fabiola ou l'Église des catacombes (1864) du cardinal Wiseman.

## Éponymie
- À Londres, la St Pancras Old Church (la « vieille église St Pancras ») fut probablement l'un des premiers sanctuaires chrétiens d'Angleterre. Le quartier qui se développa autour du celui-ci prit naturellement le nom de St Pancras dans lequel se trouve aujourd'hui la célèbre gare internationale.

## Martyre et fête
Saint Pancrace a sans doute connu le martyre le même jour et peut-être la même année que les saints Nérée et Achillée. Ils sont tous fêtés par l'Église catholique et l'Église orthodoxe le 12 mai.

## Autres saints appelés Pancrace
- Pancrace de Taormina